# Ceratozamia morettii
Ceratozamia morettii Vázq.Torres & Vovides, 1998 è una pianta appartenente alla famiglia delle Zamiaceae, endemica dello stato del Veracruz, in Messico.
Il suo epiteto specifico è in onore del botanico italiano Aldo Moretti.

## Descrizione
È una pianta acaule, con un fusto lungo 30 cm e di 8 cm di diametro.
Ogni pianta possiede fino a 10 foglie lunghe 1-1,4 m e larghe 40–65 cm. Ciascuna di esse è dotata di 12-25 paia di foglioline lunghe 25–35 cm e disposte sul rachide in modo opposto.
È una specie dioica, con coni maschili di forma cilindrica, lunghi 10–15 cm e di 2,5–4 cm di diametro. I coni femminili sono di forma ovoidale, sono lunghi 12–16 cm e hanno un diametro di 4,5–5 cm. Entrambi sono dotati di un peduncolo lungo 5–7 cm. Tanto i macrosporofilli quanto i microsporofilli sono dotati di due proiezioni cornee tipiche del genere Ceratozamia.
I semi, di forma rozzamente ovoidale, sono lunghi 1,5-1,8 cm e sono ricoperti da un tegumento bianco, che diventa bruno quando raggiungono la maturità. Sono piante diploidi con 8 coppie di cromosomi.

## Distribuzione e habitat
Questa specie è endemica dello stato del Veracruz, in Messico.
Cresce sui ripidi pendii riparati nelle foreste sempreverdi della Sierra Madre Orientale, ad un'altitudine compresa tra i 1 200 e i 1 400 metri sul livello del mare. In questi habitat la temperatura media annua è di 17,3 °C e le precipitazioni raggiungono i 1 900 mm l'anno. Predilige terreni di origine vulcanica e ricchi di humus.

## Tassonomia
Ceratozamia morettii fa parte del cosiddetto Ceratozamia latifolia species complex, un gruppo di specie con caratteristiche simili che comprende C. latifolia, C. microstrobila, C. decumbens e  C. huastecorum.

## Conservazione
La IUCN Red List classifica C. morettii come specie in pericolo di estinzione (Endangered).
La specie è inserita nella Appendice I della Convention on International Trade of Endangered Species (CITES).